# Salvatore Frega
Salvatore Frega, né en 1989 à Cosenza (Italie), est un compositeur italien de musique savante contemporaine et de musique expérimentale. Il est également le directeur de l'Académie de musique de la Versilia et de TG Music,.

## Biographie
Salvatore Frega est né de parents Arberèches de Firmo et, grâce à l'intuition de ses parents, il aborde le piano à l'âge de quatre ans.
En 2012, il est diplômé en piano du Conservatoire « Stanislao Giacomantonio » de Cosenza, avec Grazia Amato. Elève d'Andrea Portera à l'École de Musique de Fiesole et d'Ivan Fedele à l'Académie nationale Sainte-Cécile de Rome, il est diplômé en composition en 2019 et à nouveau en 2019 en Haute Spécialisation. Parmi ses professeurs, Salvatore Sciarrino et Giacomo Manzoni se distinguent.
Sa musique est jouée dans diverses régions du monde, tels que la Chine, les États-Unis, la Hongrie, la Russie, la Turquie ou encore le Kazakhstan.

## Collaborations professionnelles
Salvatore Frega a eu des commandes de performances par diverses organisations : Biennale de Venise, Biennale de Koper, Orchestre Symphonique de Sanremo, Orchestre Galilei de l'École de Musique de Fiesole, I Pomeriggi Musicali di Milano, Orchestre du Conservatoire San Giacomantonio de Cosenza, Orchestre de Chambre Florentine, Orchestre Symphonique de Budapest MÁV, Pazardzhik Symphony Orchestra, The Kazakh Solists, Eskisehir Philharmonic Orchestra, Art Center of Singapore, concert Qazaq.
Il a participé les 8 et 9 août 2021 au 67e Festival Puccini à Torre del Lago ; avec une commande pour Ensemble et récitation vocale sur le thème Baiser en période de pandémie de COVID-19,.
1er septembre 2021 - il a reçu la commande pour un ballet dans le premier monde de la Fondazione Ente Luglio Musicale Trapanese.
Ses œuvres ont également été diffusées par Kazakh TV, la première chaîne de télévision nationale par satellite de l'agence Khabar et ses partitions sont publiées par l'éditeur de musique berlinois Ries & Erler.
En 2019, le critique musical Renzo Cresti, auteur du livre « Musica presente : tendenze e compositori di oggi », consacre quelques pages à Salvatore Frega.

## Récompenses
- Avril 2012 - Finaliste lauréat de la III ° Biennale internationale de musique contemporaine à Koper (Slovénie)[11]
- Septembre 2018 - Gagnant de la médaille d'argent aux Global Music Awards à Los Angeles avec son œuvre "unAnimes"[12]

## Honneurs

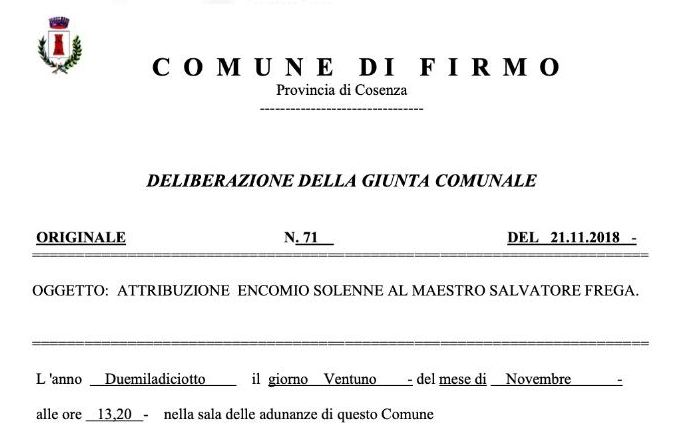
Salvatore Frega, Mention solennelle pour sa carrière, Firmo, 21 novembre 2018

21 novembre 2018 - Mention solennelle pour sa carrière, qui lui a été décernée par la municipalité de Firmo et la région de Calabre, en Italie .

## Œuvres publiées
- Small Hops 2012 Rovato: Edizioni Sconfinarte.
- Cercle magique: per flauto, clarinetto, tromba, pianoforte, violino e violoncello  2013 Rovato: Edizioni Sconfinarte.
- Vento d'oriente: per clarinetto e pianoforte 2013 Rovato: Edizioni Sconfinarte.
- unAnimes 2017. Rovato: Edizioni Sconfinarte.
- Magic Horse 2018 Berlin: Ries & Erler.
- A ladies' man: for orchestra 2019.
- venti9 2019 Mannheim: Edition Impronta.

### Discographie
- Frega, Salvatore (2015). Eco meridionale. Pompei:  Falaut collection.
- Frega, Salvatore (2021). Sweep in Sunrise, Italian Music for Electric Guitar, London: RMN Music[13]